# Dwa światy (reality show)
Dwa światy – program telewizyjny typu reality show produkcji polskiej, emitowany w roku 2001 przez telewizje Polsat, TV4 oraz na żywo poprzez tematyczne kanały telewizyjne Komedia i Info w platformie Cyfrowy Polsat, prowadzony przez Jacka Radzińskiego, którego w połowie trwania programu zastąpił Krzysztof Ibisz. Jako oficjalną przyczynę zmiany podano powikłania po przebytej grypie. Równocześnie gospodarzem niedzielnych odcinków, w których prezentowane były wyniki głosowań telewidzów została, w miejsce Piotra Najsztuba, Katarzyna Obara.
Przez pierwszy tydzień zawodnicy mieszkali w luksusowym domu, który wyposażony był m.in. w jacuzzi, stół bilardowy i ping-pongowy, rzutki, ponadto mogli sobie zamawiać dania z dowolnej restauracji. Organizatorzy spełniali ich wszystkie zachcianki. Po upływie tygodnia wszyscy przenieśli się do domu "wiejskiego", po drugiej stronie stawu, który był przeciwieństwem poprzedniego, nie było tam dosłownie nic. Aby się posilić, musieli sami gotować, żeby ugasić pragnienie doili krowę, sami prali, spali na sianie (chyba że uszyli sobie pościel). Plusem mieszkania w wiejskim domku było to, że za każdy dzień w nim spędzony uczestnik dostawał 1000 zł. Po tygodniu ogłaszano wyniki głosowania telewidzów, którzy wybierali gracza, który ma wrócić do domu luksusowego (powinno wybierać się najmniej lubianego gracza). Kiedy wybraniec dowiaduje się o tym, osobiście wybiera spośród reszty graczy jedną osobę, która wróci z nim do luksusów. Ale tym razem nie jest już tak jak w pierwszym tygodniu, bo gracze w domu luksusowym musieli płacić 1000 zł dziennie za pobyt. Gracze, którzy zostali w domu wiejskim zarabiali po kolejne 7000 za tydzień. Następne 7 dni to znowu nominacja osoby, która opuści dom wiejski i zabierze ze sobą kolejną osobę. Oprócz tego telewidzowie dokonywali odtąd drugiej nominacji, która dotyczyła gracza, który przez ostatni tydzień był w domku luksusowym i w ten sposób dawali mu szansę powrotu do "gorszego" domku. Gracz, który zostawał w luksusowym domku i posiadał zerowy stan konta odpadał, chyba że pożyczył od kogoś pieniądze (7000 zł). W pierwotnym założeniu, gra miała toczyć się do momentu, w którym w każdym z domków zostanie po jednej osobie, jednak ze względu na dużą liczbę uczestników, ograniczono program do czternastu tygodni, w trzynastym automatycznie eliminując aż cztery osoby.
Zwycięzcą polskiej edycji został Tomasz Leiman.
Licencja na Dwa Światy została sprzedana jednej z rosyjskich telewizji.
Dwa światy emitowane były od 25 marca do 1 lipca 2001 roku, równolegle z pierwszą edycją Big Brothera w konkurencyjnej stacji TVN. Finał Dwóch Światów był najlepiej oglądanym programem telewizyjnym w lipcu 2001 roku we wszystkich kategoriach.
Tytułową piosenkę wykonywał zespół Siwy Dym.
Reżyserem był Okił Khamidow, a program został wyprodukowany przez wrocławską firmę ATM Grupa S.A. Na bazie programu powstały także takie reality-show jak Amazonki, Gladiatorzy, Łysi i blondynki oraz Bar.

## Uczestnicy
| Miejsce | Imię i nazwisko         | Tygodnie w programie |
| ------- | ----------------------- | -------------------- |
| 1.      | Tomasz Leiman           | 14                   |
| 2.      | Zuzanna Nowakowska      | 14                   |
| 3.      | Wojciech Łuszczykiewicz | 13                   |
| 3.      | Edyta Strząbała         | 9                    |
| 3.      | Maciej Krupowicz        | 7                    |
| 3.      | Jolanta Turzańska       | 13                   |
| 7.      | Witold Michoń           | 11                   |
| 8.      | Andrzej Bizoń           | 11                   |
| 9.      | Kinga Tymoczko          | 10,5                 |
| 10.     | Katarzyna Jankowska     | 10                   |
| 11.     | Leszek Bergiel          | 8                    |
| 12.     | Piotr Słonina           | 6                    |
| 13.     | Beata Bogacka-Tylec     | 4                    |
| 14.     | Patrycja Hodor          | 2                    |

kursywa – osoby, które dołączyły do grona uczestników jako nowi, już w trakcie trwania programu.